# Going to Meet Papa
Going to Meet Papa è un cortometraggio muto del 1913. Il nome del regista non viene riportato nei credit del film.

## Trama
In California, in un giorno di pioggia, due tipi hanno un buffo incidente con un ombrellone: finirà che scopriranno di essere suocero e genero, faranno amicizia e andranno a cena insieme.

## Produzione
Il film fu prodotto dalla Vitagraph Company of America.

## Distribuzione
Distribuito dalla General Film Company, il film - un cortometraggio di 150 metri - uscì nelle sale cinematografiche statunitensi il 23 maggio 1913.
Nelle proiezioni, veniva programmato con il sistema dello split reel, accorpato in un'unica bobina con un altro cortometraggio prodotto dalla Vitagraph, la commedia The Midget's Revenge.